# Уайтмен (авиабаза)
Уайтмен (Whiteman)  —  крупная военная авиабаза (AFB) в штате Миссури, США. База расположена на южной окраине городка Ноб Ностер (Knob Noster) и  приблизительно в  40 милях на восток от пригородов Канзас-Сити.
Оператор аэродрома — 509-е бомбардировочное авиакрыло 8-й воздушной армии (командования глобального удара AFGSC) — это бывшая 509-я смешанная авиационная группа, сформированная специально для боевого применения атомного оружия в годы второй мировой войны. С двух самолётов, принадлежащих этому подразделению, было выполнено две атомные бомбардировки японских городов Хиросима и Нагасаки.
509-е крыло — первое и единственное,  вооружённое стратегическими бомбардировщиками B-2. Самый первый B-2 приземлился на аэродроме Whiteman 17 декабря 1993 года. Аэродром Уайтмен остаётся единственной авиабазой, на которой на постоянной основе базируются все 20 стоящих на вооружении самолётов B-2. Также для тренировок лётчиков в штате 509-го авиакрыла имеются учебно-тренировочные самолёты Т-38 и три лётных тренажёра В-2 
На авиабазе размещены:
- 509-я оперативная группа, включающая:
  - 393-я бомбовая эскадрилья «Тигры» — единственная постоянно действующая эскадрилья самолётов B-2
  - 509-я эскадрилья оперативной поддержки «Ястребы» — нелётное подразделение, контролирует всю аэродромную деятельность авиабазы Уайтмен.
  - 13-я бомбовая эскадрилья. Находится в оперативном подчинении командования Тихоокеанского флота, выполняет задачи в азиатско-тихоокеанском регионе с 2006 года по н.в. Дислоцируется на ротационной основе на авиабазе Андерсен о. Гуам составом в 4 самолёта В-2.
- 72-я испытательно-оценочная эскадрилья 53-го авиакрыла. Эскадрилья является координационным центром для проведения оперативных испытаний и оценки системы вооружения самолёта B-2.
- 325-я оружейная эскадрилья школы оружия Воздушных сил США. 325-я эскадрилья представляет собой территориально обособленное учебное подразделение 57-го крыла с авиабазы Неллис.
- 442-е истребительное крыло 10-й воздушной армии Командования резерва ВВС США. На вооружении подразделения находятся штурмовики A-10 Thunderbolt II.
- 131-е бомбардировочное крыло Национальной гвардии штата Миссури. Является вспомогательным подразделением 509-го бомбового авиакрыла активного действия. Основной род деятельности — учебная подготовка резервистов Национальной гвардии. Единственное воздушное крыло Национальной Гвардии, летающее на B-2.
- 1-й батальон 135-го авиационного полка 35-й боевой авиационной бригады 35-й пехотной дивизии Национальной Гвардии Армии Миссури. 1-й батальон летает на вертолётах непосредственной поддержки войск типа Boeing AH-64D Apaches.
- 11-я береговая речная эскадрилья Экспедиционного боевого командования военно-морских сил США.
- 20-я ударная эскадрилья  432-й оперативной группы 432-го авиакрыла. На вооружении разведывательные и ударные беспилотные летательные аппараты типа MQ-1 Predator и MQ-9 Reaper.

## История базы
Аэродром Sedalia Army Air Field (по названию соседнего окружного города Sedalia, штат Миссури) был построен в 1942 году для обучения парашютистов-десантников и пилотов транспортных планёров. Также на аэродроме базировались транспортные самолёты и буксировщики планёров типа С-46 и С-47.
По окончании второй мировой войны аэродром и база были заброшены.
В августе 1951 года Стратегическое авиационное командование США выбрало заброшенный аэродром Sedalia AFB для базирования первых реактивных стратегических самолётов Boeing B-47 Stratojet и самолётов-заправщиков Boeing KC-97 Stratofreighter Air. 20 октября 1952 года на аэродроме было сформировано 340-е бомбардировочное авиакрыло. Реконструкция аэродрома продолжалась до мая 1954 года. Первый самолёт B-47Е приземлился на аэродроме в марте.
Через год, 1 июля 1955 года было объявлено о боеготовности 340-го авиакрыла. 
3 декабря 1955 года авиабаза Sedalia AFB была переименована в Whiteman AFB в честь 2-го лейтенанта Джорджа Эллисона Уайтмена (1919-1941). Уроженец г. Седейлии, Уайтмен был одним из первых американских летчиков, погибших во Второй Мировой Войне во время японской атаки на Перл-Харбор 7 декабря 1941 года. Во время атаки лейтенант Уайтман сумел добраться до своего истребителя, но при попытке взлететь его самолёт был сбит, и лётчик умер в разбившемся самолёте от травм.
Строительство объектов авиабазы и жилого городка продолжалось до конца 50-х годов. Однако уже в самом начале 60-х годов было принято решение о размещении на авиабазе межконтинентальных баллистических ракет с ЯБЧ. 17 января 1962 года был заключён контракт на строительство комплекса подземных стартовых сооружений и 15 командных пунктов.
9 августа 1962 года было сформировано 351-е ракетное крыло стратегического назначения, на вооружении которого числилось 150 МБР Minuteman
1 сентября 1963 года 340-е бомбардировочное авиакрыло без личного состава и имущества было переведено в Bergstrom AFB, Техас. Там в крыло вошли люди и техника из расформированного 4130-го стратегического крыла. С этого момента авиабаза Уайтмен превратилась в базу межконтинентальных ракет шахтного базирования.
В соответствии с положениями Договора о сокращении стратегических вооружений система Minuteman II была выведена из эксплуатации. Первый центр управления пусками был закрыт 8 января 1993 года, а последняя боеголовка была удалена с объекта 7 мая 1993 года. Договор предусматривал снос всех бункеров, и это было осуществлено,  начиная с декабря 1993 года, когда был взорван первый бункер. Последняя ракета Minuteman II была вывезена с объекта 18 мая 1995 года.
Но ещё в 1987 году было принято решение о размещении на бывшем аэродроме Уайтмен новейших стратегических бомбардировщиков Northrop B-2 Spirit, и через год начались масштабные работы по строительству инфраструктуры под новые самолёты. Реконструкция аэродрома продолжалась пять лет.
30 сентября 1990 года на авиабазу передислоцировалось 509-е Бомбардировочное крыло с ликвидируемой авиабазы Пис (Pease Air Force Base, New Hampshire)
20 июля 1993 года, после тридцатилетнего перерыва, на ВПП авиабазы Уайтмен приземлился первый самолёт Т-38
С 17 декабря 1993 года на аэродроме произвёл посадку первый B-2 с собственным именем «Дух Миссури».

## Интересные факты
- На территории авиабазы в качестве музейных экспонатов в разных местах установлены самолёты: B-52D Stratofortress S/N 56-0683, B-47B Stratojet S/N 51-2120, Boeing KC-97 Stratotanker, F-4E Phantom II, F-15A Eagle, F-100D Super Sabre. Также для памяти потомков был сохранён один из командных центров управления запусками МБР Minuteman II  Oscar-01.
- В связи со сложностью технического обслуживания и огромной стоимостью самолётов B-2 Spirit (более 2 млрд долл. за один самолёт) на аэродроме нет открытых стоянок — все самолёты размещаются в крытых ангарах.
- Помимо авиабазы Уайтмен для базирования и обслуживания самолетов B-2 оборудованы авиабазы Андерсен на острове Гуам, Фэрфорд в Великобритании, а также аэродром на острове Диего-Гарсия в Индийском океане[4].